# Годунов, Семён Никитич
Семён Никитич Годунов († 1605) — окольничий и боярин во времена правления Фёдора Ивановича и Бориса Годунова. Троюродный брат царя Бориса Годунова из дворянского рода Годуновы. Третий сын окольничего Никиты Даниловича Годунова.

## Биография
Ездил за царём в походе (1586).  Стольник, находился при цесарском после (после из Вены, от двора императора Св. Римской империи) Авраме, бургграфе Донавском (22 мая 1597 года). По случаю венчания на царство Бориса Годунова получил чин окольничего (1598). Возглавлял политический сыск. Организовал расправу над братьями Романовыми, впавшими в опалу, спровоцировал их обвинения в попытке отравить царя (конец 1600 года).  Объявлял датского королевича Ивана (28 сентября 1603). Пожалован в бояре (сентябрь 1603). Имел прозвище «правое ухо царя». В его приказе, согласно Новому летописцу, находились иностранные «дохтуры и аптекари». Человек энергичный, но грубый, он пользовался дурной репутацией в народе. При царе Борисе Годунове был наиболее заметной политической фигурой из Годуновых, наряду с боярином Степаном Васильевичем Годуновым.
Его полномочия усилились с началом войны против Лжедмитрия и особенно после смерти Бориса Годунова, когда при молодом царе Фёдоре Борисовиче он стал продвигать в командующие армией своего зятя, князя А. А. Телятевского. Измена П. Ф. Басманова была отчасти связана с его местническими счётами с Годуновым, поскольку Разрядный приказ отправил в действующую армию «роспись» воевод по старшинству, встреченную ими с возмущением: «Тое-де роспись, как бояром и воеводам велено быть по полком, послал Семён Годунов для зятя своево князя Ондрея Телятевского, а царевич-де князь Федор Борисович тое росписи не ведает». После прихода к власти Лжедмитрия I сослан в Переславль-Залесский с приставом Ю. Катыревым-Ростовским и там задушен (по другим данным — уморен голодом).

## Отображение в искусстве
Семён Годунов действует в пьесах А. С. Пушкина «Борис Годунов» и А. К. Толстого «Царь Борис», в романе Ю. И. Фёдорова «Борис Годунов».